# Дівчина з тату дракона (фільм, 2011)
«Дівчина з тату дракона» (англ. «The Girl with the Dragon Tattoo») — шведсько-американський детективний трилер 2011 року режисера Девіда Фінчера. Американська екранізація роману «Чоловіки, що ненавидять жінок» (в англ. перекладі «Дівчина з тату дракона») шведського журналіста і письменника Стіга Ларссона з трилогії «Міленіум». У головних ролях задіяні Денієл Крейґ і Руні Мара. Світова прем'єра відбулась 21 грудня 2011 року, в Україні фільм вийшов у прокат 5 січня 2012 року.
Саундтрек до фільму був записаний Трентом Резнором та Аттікусом Россом і становить 39 композицій.

## Сюжет
Журналіст Мікаель Блумквіст (Деніел Крейг) разом з бісексуальною хакершою Лісбет Саландер (Руні Мара) розслідує зникнення племінниці бізнесмена Генріха Вангера (Крістофер Пламмер), яка зникла сорок років тому, і в процесі виявляє, що стародавній злочин має відношення до цілої серії ритуальних вбивств.

## Акторський склад
- Деніел Крейг — Мікаель Блумквіст
- Руні Мара — Лісбет Саландер
- Крістофер Пламмер — Генріх Вангер
- Стеллан Скашгорд — Мартін Вангер
- Робін Райт — Еріка Бергер
- Алан Дейл — Густав Морель
- Стівен Беркофф[en] — Дірк Фруде
- Йорік ван Вагенінген[en] — Нільс Бюрман
- Джоелі Річардсон — Аніта Вангер
- Джеральдін Джеймс[en] — Сесілія Вангер
- Горан Вішніч — Драган Арманський
- Девід Денсік — молодий Морель
- Джуліан Сендс — молодий Генріх Вангер
- Моа Гарпендаль — Харіет Вангер
- Елоді Юнг — Міріам Ву
- Юель Кіннаман — Крістер Мальм

## Український дубляж
Фільм надано компанією Columbia Pictures дубльовано LeDoyen Studio на замовлення компанії B&H Film Distribution. 

Переклад: Олександра Шабельника 

Режисер дубляжу: Анна Пащенко 

Звукорежисери: Дмитро Мялковський і Андрій Кульчицький (у титрах Олег Кульчицький) 

Координатор проекту: Аліна Гаєвська 

Зміксовано на: LeDoyen Studio 

Ролі дублювали: Деніел Крейґ — Михайло Жонін, Катерина Качан, Юрій Висоцький, Сергій Озіряний, Лілія Ребрик, Стеллан Скарсґард — Олег Стальчук, Максим Кондратюк, Лідія Муращенко, Марта Мольфар та інші.

## Виробництво
У 2009 році була знята шведська кінокартина «Дівчина з татуюванням дракона (фільм, 2009)». Фільм вийшов у прокат 19 березня 2010 році у США. Деніел Крейг був затверджений на роль Мікаеля Блумквіста в липні 2010 року з умовою, що виконає роль журналіста в наступних двох фільмах. В серпні цього ж року Руні Мара отримала роль Лісбет Саландер. Від ролі «трохи дивної дівчини» відмовились через довготривалі зйомки та низький гонорар багато акторок. Девід Фінчер був затверджений як режисер у квітні 2010 року. Зйомки фільму почалися у вересні 2010 року в Стокгольмі, Швеція. Після трьох тижнів зйомок Джефф Кроненвет замінив Фредеріка Бакара на посту оператора. В грудні знімальна група переїхала в Цюрих, Швейцарія, де продовжились зйомки.

## Критика
Фільм був сприйнятий позитивно більшістю кінокритиків. Рейтинг картини на сайті Rotten Tomatoes становить 86 %, що ґрунтуються на 190 рецензіях критиків. Оцінка глядачів на сайті IMDB — 8.2 бала з 10. Оуен Глейберман з журналу Entertainment Weekly похвалив фільм, назвав його «електризуючим» та оцінив акторську гру Руні Мари. Схожої думки про перевтілення Мари дотримувався і Джастін Чанг з журналу Variety, назвав гру акторки «гіпнотичною та безстрашною». Репортер газети The A.V. Club Скот Тобіас також позитивно оцінив фільм, відмітивши присутність «любовної хімії» між героями Крейга та Мари.

## Номінації та нагороди
На 69-й церемонії вручення премії «Золотий глобус» фільм боровся в двох номінаціях: «Найкраща жіноча роль — драма» (Руні Мара) і «Найкраща музика» (Трент Резнор і Аттікус Росс).
Отримав премію «Оскар» в категорії «Найкращий монтаж»